# Aeropuerto de Karlsruhe-Baden Baden
El Aeropuerto de Karlsruhe / Baden-Baden es un pequeño aeropuerto alemán localizado a 45 km del Aeropuerto Internacional de Estrasburgo y en la zona cercana a la ciudad de Estrasburgo en Francia y Karlsruhe, en el estado de Baden Wurtemberg y actúa como segundo aeropuerto de Estrasburgo. El aeropuerto es muy utilizado por la aerolínea Ryanair, y sirve a casi 20 destinos por Europa principalmente.

## Historia
La construcción de un campo de aviación militar se inició en diciembre de 1951 en un lugar entre la Selva Negra y el río Rin, bajo la supervisión del Armée de l'air. Las instalaciones de la pista y asociados se completaron en junio de 1952. El aeródromo se concedió a las fuerzas canadienses y se convirtió en una base militar, la Estación RCAF Baden-Soellingen, más tarde rebautizada CFB Baden-Soellingen, desde 1953 hasta 1994.
La recién fundada Karlsruhe-Baden GmbH se hizo cargo del ex aeródromo militar para convertirlo en un aeropuerto regional. Técnicamente el propio aeropuerto actual forma parte de la actual Karlsruhe-Baden-Estrasburgo, que también incluye instalaciones de negocios.
El primer vuelo comercial de Hapag-Lloyd Flug (ahora TUIfly) tuvo lugar en abril de 2001. En 2008, el aeropuerto contaba más de un millón de pasajeros en un año por primera vez.
El 25 de octubre de 2011 Ryanair anunció que abriría una base en Karlsruhe / Baden-Baden en marzo de 2012 con dos aviones y 20 rutas. Además de que poseía 12 rutas, Ryanair abrió siete rutas adicionales a Faro, Málaga, Palma, Riga, Tesalónica, Vilna y Zadar.
Desde el 30 de junio de 2015 Karlsruhe tendría un vuelo directo a Estambul con Turkish Airlines.

## Aerolíneas y destinos
| Aerolíneas        | Destinos |
| ----------------- | --- |
| Condor            | Estacional: Palma de Mallorca (inicia 19 de mayo de 2024) |
| Corendon Airlines | Estacional: Antalya |
| Enter Air         | Chárter estacional: Fuerteventura, Gran Canaria, Heraclión, Kos, Palma de Mallorca, Rodas |
| Eurowings         | Estacional: Palma de Mallorca |
| Freebird Airlines | Estacional: Antalya (inicia 19 de mayo de 2024) |
| Mavi Gök Airlines | Estacional: Antalya (inicia 17 de mayo de 2024) |
| Ryanair           | Agadir, Alicante, Bania Luka (inicia 1 de abril de 2024), Bari, Estocolmo-Arlanda, Faro, Fez, Gerona, Londres-Stansted, Málaga, Oporto, Palma de Mallorca, Tánger (inicia 1 de abril de 2024), Tel Aviv, Valencia, Zagreb Estacional: Bérgamo, Cagliari, Corfú, Dubrovnik (inicia 5 de abril de 2024), Gran Canaria, Lamezia Terme, Palermo, Salónica, Sevilla, Tenerife-Sur, Trápani, Zadar. |
| Wizz Air          | Belgrado, Sibiu, Skopie, Timișoara, Tirana |

## Estadísticas
Ver fuente y consulta Wikidata.
| 2008        | 1 141 070 |               |
| 2009        | 1 087 909 | Decrecimiento |
| 2010        | 1 177 201 | Crecimiento   |
| 2011        | 1 114 535 | Decrecimiento |
| 2012        | 1 287 382 | Crecimiento   |
| 2013        | 1 059 227 | Decrecimiento |
| 2014        | 983 451   | Decrecimiento |
| Fuente: ADV |           |               |